# Shi Jianqiao
Compléments
Connue pour l'assassinat de Sun Chuanfang
Shi Jianqiao (chinois simplifié = 施剑翘, chinois traditionnel = 施劍翹, pinyin = Shī Jiànqiào, Wade-Giles = Shih Chien-chʻiao), née en 1905 ou 1906 et décédée le 27 août 1979, est la fille du général chinois Shi Congbin exécuté par le seigneur de guerre Sun Chuanfang, qu'elle assassine par vengeance en 1935,. Les procédures judiciaires qui s'ensuivirent furent très médiatisées à l'époque et amenèrent le public à débattre de la piété filiale et du rôle de la loi,.

## Noms
Le nom de naissance de Shi Jianqiao est Shi Gulan, (chinois simplifié = 施谷蘭, chinois traditionnel = 施谷兰, pinyin = Shī Gǔlán, Wade-Giles = Shih Ku-lan, littéralement « Vallée d'orchidées »). Elle prend le nom « Shi Jianqiao » à l'époque où elle prévoit d'assassiner Sun Chuanfang pour venger l'exécution de son père. Les caractères de son nouveau nom signifient « épée » et « élever » en allusion à son futur rôle d'assassin.

## Biographie

### Jeunesse
Shi Jianqiao est née près de la ville de Tongcheng dans la province d'Anhui, dans le petit village de Shazigang. Alors que son grand-père est encore un fermier et vendeur de tofu, son père et l'un de ses oncles deviennent des soldats décorés, ce qui apporte à la famille un statut social plus élevé. Elle grandit à Jinan dans le Shandong et a ses pieds bandés dans sa jeunesse. L'année où son père est exécuté (1925), il est promu directeur des affaires militaires du Shandong et sert comme commandant de brigade pour le seigneur de guerre local Zhang Zongchang. Ce-dernier; et par conséquent Shi Congbin, sont alliés à la clique du Fengtian, l'une des deux principales factions de seigneurs de guerre de l'époque. Selon certaines sources, Shi Jianqiao serait diplômée de l'école normale de Tianjin (天津師範學校, Tiānjīn Shīfàn Xuéxiào).
En octobre 1925, durant la seconde guerre Zhili-Fengtian, son père Shi Congbin commande une brigade de soldats mercenaires dans une tentative de capture de Guzhen dans le Shandong. Ses troupes et lui-même sont cependant encerclées par le seigneur de guerre Sun Chuanfang qui avait mené une contre-attaque surprise contre l'avance des troupes du Fengtian. Le lendemain, Sun fait décapiter Shi et sa tête est exposée en public à la gare ferroviaire de Bengbu. Moins de deux ans plus tard, début 1927, Sun Chuanfang est déposé par l'expédition du Nord, une campagne militaire du Kuomintang destinée à mettre fin au contrôle des seigneurs de guerre locaux. Il se retire de la vie militaire et fonde la société bouddhiste Tianjin Qingxiu (天津佛教居士林, Tiānjīn Fójiào Jūshìlín) avec son partisan Jin Yunpeng.

### Le meurtre de Sun Chuanfang

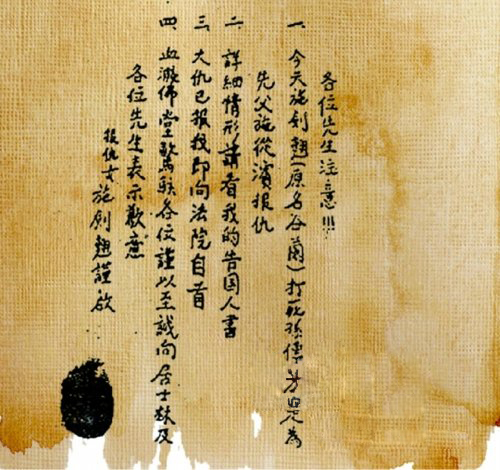
Pamphlet de Shi Jianqiao authentifié par son empreinte de doigt.

Dix ans après la mort de son père, Shi Jianqiao commence la traque de Sun Chuanfang à Tianjin. Vers 15h00, le 13 novembre 1935, elle s'approche de lui par derrière tandis qu'il dirige une session de récitation de sutras sur la route Nanma. Alors qu'il est agenouillé, elle le tue de trois balles de son pistolet Browning. Après l'assassinat, elle reste sur la scène du crime pour expliquer son acte et distribuer des pamphlets miméographiés aux témoins. Son histoire attire beaucoup l'attention des médias et du public,. Après une longue procédure judiciaire, avec deux appels qu'elle envoie à la cour suprême de Nankin, et un sentiment public qui se questionne sur le rôle de la loi,, elle est finalement pardonnée par le Kuomintang le 14 octobre 1936. L'assassinat de Sun Chuanfang est justifié comme étant un acte de piété filiale, et transformé en symbole politique de la vengeance légitime contre les envahisseurs japonais,.

### Suites et fin de vie
En 1949, Shi Jianqiao est élue vice-présidente de la fédération des femmes de Suzhou. En 1957, elle est nommée au comité municipal de Pékin du Parti communiste chinois.
Shi Jianqiao meurt en 1979, peu de temps après avoir été opérée d'un cancer colorectal avancé. Elle est enterrée au cimetière Ouest de Tianling (西天灵公墓, Xi Tiānlíng Gōngmù) à Suzhou.

## Source de la traduction
- (en) Cet article est partiellement ou en totalité issu de l’article de Wikipédia en anglais intitulé « Shi Jianqiao » (voir la liste des auteurs).